# 英國鐵路508型電力動車組
英國鐵路508型電力動車組 (又名4PER)是一款由英國鐵路工程公司於1979-1980年間製造的電動(EMU)載客列車。這款列車是英國鐵路1972型近郊電力動車組設計的第4個衍生型。1972型近郊電力動車組設計的衍生型包括755個車卡和5款系列的列車(313/314/315/507/508)。508型由1983年起於默西鐵路網絡上服務，並在阿爾斯通伊斯特利工場進行了翻新工程。508型至今已服務鐵路網絡46年。

## 特別命名列車
有部分列車被冠以特殊名稱:
- 508111 - The Beatles
- 508123 - 威廉·羅斯科
- 508136 - 歐洲文化之都[9] (已除名)
- 508136 - Wilfred Owen MC
- 508207 - James D Rowlands